# José María Castillo Pomeda
José María Castillo Pomeda (Madrid, 28 de mayo de 1954) es un realizador de televisión, fotógrafo, y profesor universitario español. 

## Biografía
Realizó sus estudios de licenciatura en Comunicación Audiovisual en la Facultad de Ciencias de la Información (Universidad Complutense de Madrid).  Se doctora con la Tesis “Tecnología y visión fotográfica. Un estudio evolutivo de la imagen”. 
Comenzó su carrera como realizador de RTVE en 1982, donde permanece hasta 2007. Ha realizado más de 5.000 programas (la mitad de ellos en directo) de temática diversa, con periodistas como Iñaki Gabilondo, Luis Herrero, Antonio Martín Benítez, Ramón Pellicer, Ramón García, Cristina García Ramos..., entre otros muchos.
En 1989 realiza para la productora Nebli el programa concurso Pasacalle, programa estrella de Telemadrid y primero de este género emitido por la autonómica madrileña.
En cuanto a su trayectoria como fotógrafo, en 1979 forma junto a Javier Jiménez, Enrique Peral y Raúl Jiménez el Grupo Tal, dentro de la Real Sociedad Fotográfica. Seguidores del movimiento de la Escuela de Madrid (que contó con miembros tan destacados como Gabriel Cualladó, Juan Dolcet o Leonardo Cantero) practicaron una  fotografía a caballo entre el documentalismo y el realismo mágico.
En 1983, junto a José Puga, Rafael Roa y Rafael Ramírez fundó “IMAGE”, escuela y galeria fotográfica que contribuyó a la divulgación de la fotografía, colgando en su sala la obra de muchos fotógrafos importantes de la época.
Durante la década 1982-1992 fue el cronista gráfico del admirable trabajo que realiza la Orden Hospitalaria de San Juan de Dios en el Hospital de San Rafael, de Madrid, organizando la exposición conmemorativa de su centenario “100 años del HSR” y editando el libro conmemorativo 100 años, 100 imágenes. 
Desde 1988 a 1995 colabora con la revista de gastronomía y viajes Sobremesa, en la que publicó numerosos reportajes ilustrando los textos de Rafael Chirbes o José Peñín, entre otros. 
Asimismo realiza la cobertura fotográfica de varias compañías teatrales y musicales (Trasgo, Cía. de Danza Española, Coral Salvé, etc.).
Su última exposición, hasta la fecha, la realizó en el marco de la Art Collectión de 2017.

## Docencia y publicaciones
En el campo docente, desde 1986 ha impartido clase a cerca de 6.000 alumnos, de diversas asignaturas sobre Realización televisiva, Lenguaje audiovisual y Fotografía en el CEV, Instituto RTVE y en la Universidad Francisco de Vitoria, entre otros centros.
Dentro de esa labor docente, es autor de Televisión, realización y lenguaje audiovisual, obra de referencia en los estudios universitarios de Comunicación Audiovisual en castellano y de Teleperiodismo en la era digital, La composición de la imagen, Del renacimiento al 3D, Cultura audiovisual I, Cultura audiovisual II y de la colección de libros electrónicos Imagen fácil.
Ha colaborado en diversas revistas científicas del campo de la Comunicación publicando los siguientes artículos:
La composición en los tiempos del selfie, Conectados: La cuarta pantalla como epicentro de las comunicaciones sociales, El futuro de la televisión, Vermeer y Canaletto: dos precursores de la fotografía: Una aproximación a la visión fotográfica, La televisión estereoscópica: ¿futuro perfecto o huida hacia adelante? y ¿Pasa por YouTube el futuro de la televisión?.
Asimismo ha dirigido en 2015, el Proyecto de investigación La televisión del futuro o el futuro de la televisión, financiado por Banco Santander y Universidad Francisco de Vitoria.

## Algunos programas realizados por Castillo
- 1988. Cara a cara, presentado por Eduardo Alonso.
- 1989. Pasacalle, presentado por Curro Castillo.
- 1993. En Primera
- 1994. Telediario Internacional, presentado por Tom Martín Benítez
- 1994. Gente de primera, presentado por Iñaki Gabilondo.
- 1995. Sin fronteras, presentado por María Laria.[6]
- 1995. La vida según..., dirigido y presentado por Ana Cristina Navarro
- 1996-97. Gente, presentado por Pepa Bueno y Jose Toledo.
- 1996-97. Empléate a fondo, presentado por Maite Cabezas.
- 1997. Tardes de Primera, presentado por Ramón García y Concha Galán.
- 1997. Testigo directo, presentado por Ramón Pellicer.
- 1997-98. Cine de barrio, presentado por José Manuel Parada.
- 1998-99. El debate de La Primera, dirigido y presentado por Luis Herrero.
- 1999-2007. Corazón, corazón, presentado y dirigido por Cristina García Ramos.

## Exposiciones fotográficas
- Exposiciones con el Grupo Tal:
  - Banco de Barcelona, Sala Redor-Canon, Sociedades Fotográficas de Guadalajara y Soria, 1977-79.
  - 1982 en la Real Sociedad Fotográfica de Madrid.

- Exposiciones individuales:
  - Sobre las tablas. Exposición de fotografías sobre el mundo del teatro. Galería del CEV. 1985.

- Cien años del Hospital San Rafael. “100 años, 100 imágenes”. 2002.

- Feria de arte “Art Collection”. Palacio de Neptuno,  Sep. 2017 y feb. 2018.